# Hamakaze (1941)
El Hamakaze (浜風 viento de la playa?) fue un destructor de la clase Kagerō. Sirvió en la Armada Imperial Japonesa durante la Segunda Guerra Mundial. 

## Historia

### Diseño
La clase Kagerō fue diseñada para reemplazar a la clase Asashio con pequeñas mejoras en el aumento de sus capacidades antiaéreas.

### Segunda Guerra Mundial
En noviembre de 1942, durante unas reparaciones en dique seco, fue equipado con un radar Tipo 22, siendo el primer destructor que equipaba tal tipo de detector. Durante su servicio activo fue testigo del hundimiento de nada menos que dos portaaviones (Sōryū e Hiyō) y tres acorazados (Kongō, Musashi y Yamato), contribuyendo a rescatar a los supervivientes.
El 7 de abril de 1945, formando parte de la escolta de ocho destructores junto al crucero ligero Yahagi del acorazado Yamato durante la Operación Ten-Gō, se vio envuelto en el ataque aéreo de la Task Force 58 cuyo objetivo era hundir al Yamato. Tras ser alcanzado por una bomba perforante y un torpedo, que causaron 100 muertos y 45 heridos en su tripulación, se partió por la mitad y se hundió a 240 km al suroeste de Nagasaki (30°47′N 128°08′E / 30.783, 128.133). Los 257 supervivientes, incluido el comandante Maekawa, fueron rescatados por el destructor Hatsushimo.